# Dennis Hopper
Dennis Lee Hopper (Dodge City, Kansas, 17. svibnja 1936. - Venice, Kalifornija, 29. svibnja 2010.) je bio američki glumac. 